# Herbert Michel
Herbert Michel (* 14. Februar 1934 in Düsseldorf; † 28. August 2002 in Köln) war ein römisch-katholischer Prälat.

## Leben
Herbert Michel trat nach dem Abitur am Düsseldorfer Görres-Gymnasium in das Collegium Albertinum ein und studierte in Bonn und Freiburg im Breisgau Theologie und Philosophie. 1960 empfing er durch Joseph Kardinal Frings die Priesterweihe. Er war zunächst Kaplan in der Gemeinde an St. Marien in Velbert. 1962 wurde er Assistent im Erzbischöflichen Generalvikariat in Köln. Von 1964 bis 1969 absolvierte er ein Kirchenrechtsstudium an der Päpstlichen Universität Gregoriana in Rom. 1969 wurde er von Peter Nettekoven als Sekretär in das Kölner Generalvikariat geholt, zugleich erfolgte durch Erzbischof Joseph Höffner die Ernennung zum Domvikar am Kölner Dom.
Seit 1970 war Herbert Michel Generalsekretär des Deutschen Vereins vom Heiligen Lande. Als Nachfolger von Bernhard Hanssler war er 1974 bis 1976 Interims-Rektor des Campo Santo Teutonico, des Deutschen Kollegs im Vatikan. 1976 übernahm er als Nachfolger von Joseph Teusch, dem Initiator der Hilfswerke MISEREOR und ADVENIAT sowie Promotor der Kölner Hilfsmissionen in Japan und Brasilien, die Leitung der Hauptabteilung „Weltkirche-Weltmission“ im Erzbistum Köln. Zudem gehörte er dem Erzbischöflichen Rat an. 1978 wurde er Diözesandirektor des Päpstlichen Werkes missio. 1985 wurde er zum Domkapitular gewählt.
1971 wurde er von Kardinal-Großmeister Eugène Kardinal Tisserant zum Ritter des Ritterordens vom Heiligen Grab zu Jerusalem ernannt und am 15. Mai 1971 im Konstanzer Münster durch Lorenz Kardinal Jaeger, Großprior der deutschen Statthalterei, investiert. Er war Großoffizier des Ordens.
Michel wurde auf dem Domherrenfriedhof hinter dem Ostchor des Kölner Domes bestattet. Die Exequien leitete Joachim Kardinal Meisner im Beisein von Gregor III. Laham, dem melkitischen Patriarchen von Antiochia und Peter Seiichi Kardinal Shirayanagi, Erzbischof von Tokio.

## Wirken
Michel war als Wallfahrer bekannt und besuchte regelmäßig Fatima, Lourdes, Guadeloupe in Mexiko, Aparecida in Brasilien und vor allem Jerusalem. Er engagierte sich für die Priesterausbildung in Brasilien und war ein Kenner Südamerikas. Zur katholischen Kirche in Japan hatte er ein vertieftes Verhältnis, insbesondere zur Sophia-Universität in Tokio. Bereits lange vor dem Fall der Mauer initiierte er einen Hilfsfonds für die Christen in Mittel- und Osteuropa. Des Weiteren galt er als Krisenmanager des Erzbistums Köln.
Der Satz „Ne, wat ham mer en schön Religion“ gehört zu den bekannten Zitaten des Herbert Michel.

## Ehrungen und Auszeichnungen
- Ritter vom Heiligen Grab (1971; Rangerhöhungen Komtur, Komtur mit Stern)
- Ernennung zum Ehrenkaplan Seiner Heiligkeit (Monsignore) durch Papst Paul VI. (1973)[1]
- Ehrendomherr der Grabeskirche in Jerusalem[1]
- Ehrendomherr der Kathedrale von Campanien[1]
- Ernennung zum Archimandrit des griechisch-katholischen Patriarchats von Jerusalem[1]
- Ernennung zum Päpstlichen Ehrenprälaten durch Papst Johannes Paul II. (1983)[1]
- Ernennung zum Päpstlichen Protonotar durch Papst Johannes Paul II. (1999)[1]